# RT UK
RT UK fue un canal de televisión con sede en Londres, Reino Unido. Es parte de la cadena RT (antes Russia Today), una cadena de noticias de la televisión multilingüe global con sede en Moscú y subvencionado por el gobierno de la Federación Rusa. El canal fue lanzado el 30 de octubre de 2014.
Emitió desde las oficinas de RT en la Millbank Tower en la capital británica, e incluyó programas organizados por periodistas británicos. El canal ofreció cinco horas de programación propia de noticias por día, de lunes a jueves a las 18:00, 19:00, 20:00, 21:00 y 22:00 horas y difundió simultáneamente la señal de RT Internacional el resto de los horarios. El 2 de marzo de 2022 se produjo el cierre del canal RT UK mientras que el 18 de marzo de 2022 se revocó la licencia de RT en el Reino Unido con efecto inmediato.

## Programación
- Going Underground (Afshin Rattansi) 2014-2022
- Sputnik (George Galloway) 2014-2022
- Informe Keiser (Max Keiser con Stacy Herbert) 2009-2022

## Presentadores
- Afshin Rattansi
- George Galloway - exmiembro del Parlamento (MP) de Bradford West
- Max Keiser
- Stacey Herbert

## Personal
Presentadores de noticias
- Bill Dod (2014-)
- Laura Smith (2015-)
- Polly Boiko (2015-)
- Afshin Rattansi

Corresponsales
- Eisa Ali
- Anastasia Churkina
- Harry Fear

## Cierre del canal
A fines de febrero de 2022, luego de la invasión rusa de Ucrania, varios periodistas británicos con base tanto en las oficinas de RT en Moscú como en las oficinas de RT UK en Londres renunciaron al canal en respuesta a su cobertura parcial del incidente. El ex primer ministro de Escocia, Alex Salmond suspendió su programa de entrevistas de RT, The Alex Salmond Show, el 24 de febrero después de recibir críticas públicas tras la invasión. Según The Times cuatro periodistas "anunciaron públicamente su renuncia, mientras que se dice que otros abandonaron silenciosamente la oficina de RT en Londres".
El 2 de marzo de 2022, el canal 234 SD Freeview de RT UK salió del aire por la tarde, y RT HD en el canal 113 Freeview siguió una hora más tarde alrededor de las 4:45 p. m. Ambos canales fueron reemplazados por un mensaje de marcador de posición que decía que el servicio no estaba disponible. El mismo día, Sky eliminó el canal 511 que albergaba RT, debido a la situación actual en Ucrania.
El regulador de medios del Reino Unido, Ofcom ha encontrado repetidamente que RT ha violado sus reglas sobre imparcialidad y en una ocasión descubrió que había transmitido contenido "materialmente engañoso". El 18 de marzo de 2022, Ofcom revocó la licencia de transmisión de RT en el Reino Unido "con efecto inmediato" después de concluir que el medio no era "adecuado" o "emisor responsable", poniendo fin a las transmisiones de RT en el Reino Unido.